# Ален мак (курорт)
Вижте пояснителната страница за други значения на Ален мак.
„Ален мак“ е курортен комплекс и квартал на Варна, част от район Приморски. Има статут на селищно образувание, обитавано целогодишно от близо 20 000 души.

## География
Комплексът е разположен северно от ваканционен комплекс Слънчев ден, в близост до Златни пясъци. Разполага с 3 км плажна ивица. Западно от курорта преминава Европейски път Е87. Поделя се на четири района, в южната му част е разположен плаж „Кабакум“.

## История
Първоначално е местност край Варна, постепенно с разширяването си Ален мак става част от града и се развива като курорт. Като през последните години заможни чужденци започват да купуват вили в Ален мак, чести купувачи на имоти стават граждани на Русия и Англия.